# Umlage (Rechnungswesen)
Umlage ist im Rechnungswesen insbesondere die Verteilung der Gemeinkosten aufgrund eines Verteilungsschlüssels auf bestimmte Kostenstellen. Das Umlageverfahren ist Bestandteil der innerbetrieblichen Leistungsverrechnung. Kostenumlage ist somit die Belastung von Kostenstellen/Kostenträgern mit Kosten aus vorgelagerten Kostenstellen, ohne dass ein verursachungsgerechter Zusammenhang vorliegt.

## Allgemeines
Nur ein Teil der Gesamtkosten eines Unternehmens kann auf diejenigen Kostenstellen oder Kostenträger zurückgeführt werden, die die Entstehung dieser Kosten auch ausgelöst oder zu verantworten haben. Das sind die so genannten Einzelkosten, die den Kostenstellen oder Kostenträgern direkt zugerechnet werden (deshalb heißen sie auch Direktkosten). Sondereinzelkosten und Gemeinkosten hingegen können nicht genau oder nur mit unvertretbarem Aufwand verursachungsgerecht den kostenverursachenden Kostenstellen zugeordnet werden. Um auch diesen Bestandteil der Gesamtkosten möglichst ohne Willkür verteilen zu können, wurden als Hilfsmittel so genannte Verteilungsschlüssel entwickelt.

## Verteilungsschlüssel
Die in den Kostenstellen des allgemeinen Bereichs/Verwaltung und Fertigungshilfsstellen anfallenden Kosten müssen auf die anderen Hauptkostenstellen umgelegt werden, was aufgrund eines Verteilungsschlüssels im Rahmen der innerbetrieblichen Leistungsverrechnung geschieht.
Als Schlüsselgrößen werden allgemein verwendet:
- Mengengrößen (zeitliche Belastung wie Mannstunden oder Betriebsstunden), nach Mengen-, Flächen-, Volumen- oder Gewichtseinheiten oder
- Wertgrößen (wie Löhne, Material, Fertigungskosten, Umsatzanteil oder gebundenem oder investiertem Kapital).

Der Verteilungsschlüssel (auch Umlageschlüssel genannt) soll reine Willkür und undifferenzierte Verteilung von Kostenumlagen verhindern und für eine möglichst verursachungsgerechte Umlageverteilung der Sekundärkosten sorgen. Dabei sollte eine gewisse Proportionalität zwischen der Schlüsselgröße und dem Kostenverbrauch eingehalten werden. Auf diese Weise werden Verwaltungsgehälter und Hilfslöhne aufgrund von Gehalts- und Lohnlisten, Energiekosten durch Strom- oder Wasserzähler, Mietkosten durch Raumgrößen umgelegt.

## Nachlaufende Sekundärkosten
Bei betrieblichen Umlagen ist es auch möglich, die „Umlageschlüssel“ dynamisch anhand von bereits gebuchten Kosten auf den „Empfängerobjekten“ zu bestimmen. In diesem Fall dienen die unter bestimmten Kostenarten gebuchten Kosten als Bezugsbasis für Berechnung des Umlageschlüssels. Dies ist der Fall bei der Umlage der Verwaltungskosten auf die Produktionsbereiche anhand jeweils angefallener Herstellungskosten.